# Pierre Wajoka
Pierre Wajoka (Numeá, 19 de dezembro de 1978) é um futebolista neocaledônio que atua como meia-atacante. Atualmente joga pelo Gaïtcha FCN.

## Carreira
Wajoka defendeu 3 clubes em sua carreira: o AS Magenta, onde teve 4 passagens (1995 a 2006, 2007 a 2010, 2014 e 2016), o Gaïtcha FCN, com 3 passagens (2011 a 2014, 2014 a 2015 e desde 2017) e AS Lössi, entre 2006 e 2007.

## Seleção Neocaledônia
Entre 2003 e 2011, Wajoka entrou em campo 37 vezes pela Seleção Neocaledônia (recordista em jogos disputados) e fez 14 gols.

## Títulos
- Campeonato Neocaledônio de Futebol

2002–03, 2003–04, 2004–05, 2007–08, 2008–09, 2009 (pelo Magenta), 2013 (pelo Gaitcha), 2014 e 2016 (pelo Magenta)
- Copa da Nova Caledônia

1996, 2000, 2001, 2002, 2002–03, 2003–04, 2004–05 (pelo Magenta), 2006–07 (pelo AS Lössi), 2010 (pelo Magenta)
- Copa dos Territórios Franceses no Pacífico

2002–03, 2004–05 (pelo Magenta)